# Lago de Sempach
El lago de Sempach (del alemán: Sempachersee) es un lago de Suiza que se localiza en el cantón de Lucerna y en cuya ribera está la pequeña ciudad que le da nombre, Sempach (que contaba con 4.029 hab. en diciembre de 2010).

## Geografía
Tiene una superficie media de 14,5 km² y está a una altitud de 503,77 metros. Su volumen se estima en 0,66 km³ y su profundidad máxima es de 87 metros.  El río Grosse Aa, proveniente del sur de la comuna de Neuenkirch, desemboca en el lago en el lugar llamado Seesatz. El lago desagua por el norte, dando lugar al nacimiento del río Suhre, un afluente del río Aar, a su vez afluente del Rin. La ciudad de Sursee está cerca del extremo noroeste del lago.
En sus proximidades se libró la batalla de Sempach en 1386.

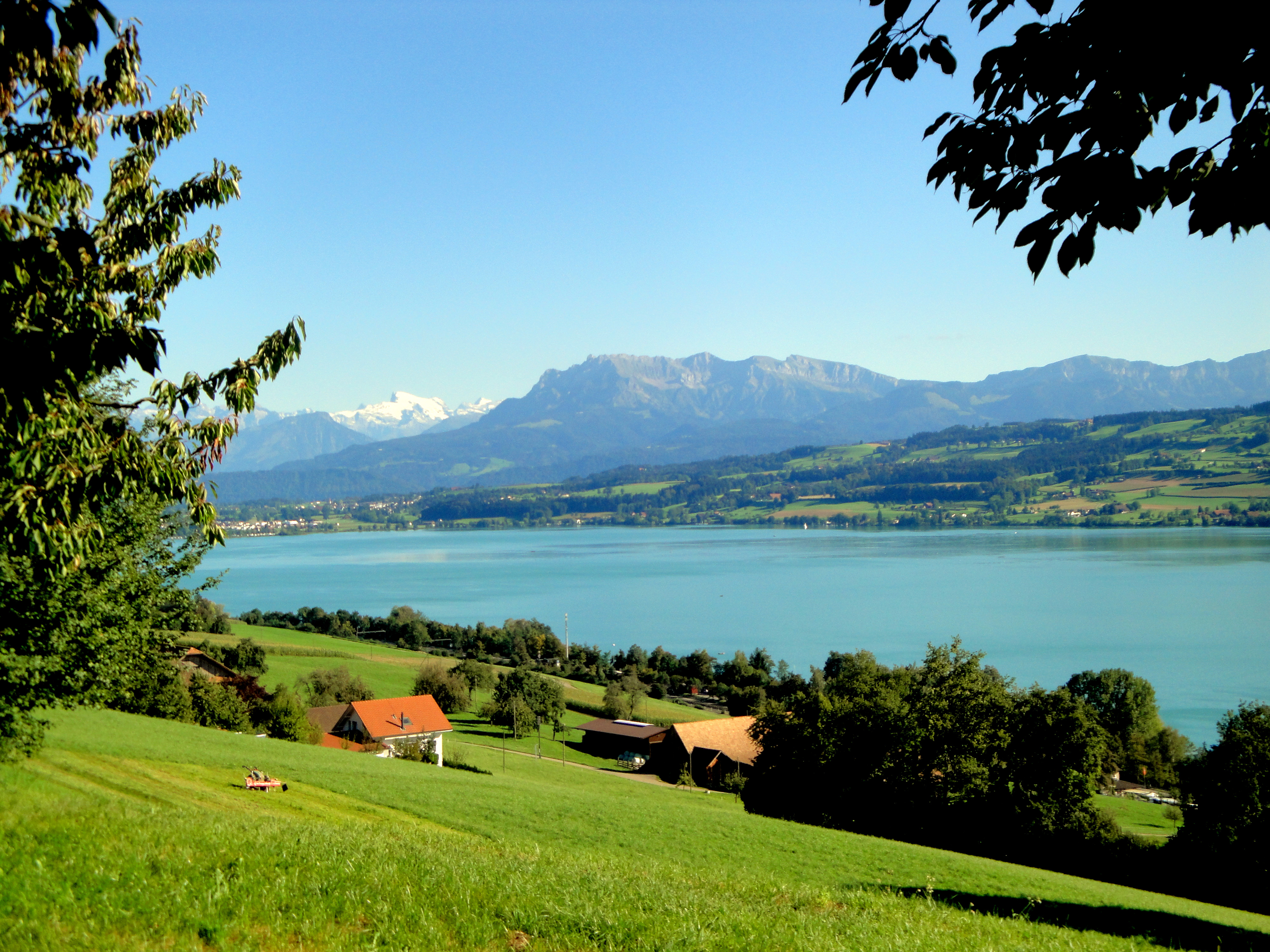
Vista del lago
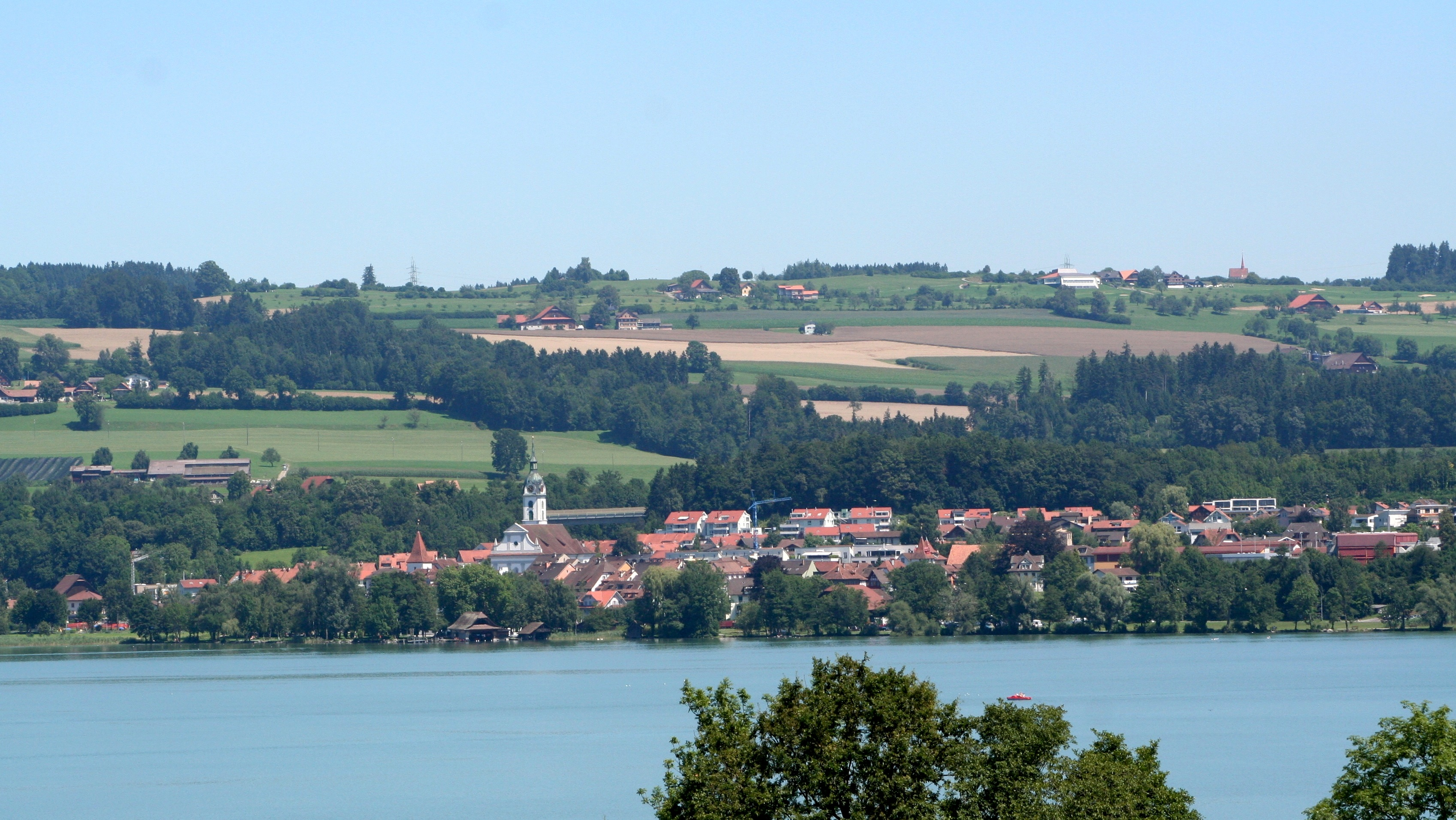
Vista de Sempach, la pequeña ciudad que da nombre al lago.